# WHO分類
WHO分類（ダブリューエイチオーぶんるい）とは、ヒトの腫瘍の組織型分類のための国際的な標準規約である。正式には世界保健機関 (WHO)の下部組織である国際がん研究機関（The International Agency for Research on Cancer、略称IARC）が定めた腫瘍分類の規約である。
IARCでは癌予防の促進と、標準的な診断、治療の普及を目的に活動している。世界各国での腫瘍性疾患の発生状況を把握し、診断法や治療成績についての比較研究を推進するためには、各国での腫瘍性疾患の病理診断基準がまちまちでは不都合が生ずる。このため世界各国の腫瘍病理や腫瘍遺伝学の専門家を集め、標準的な腫瘍の分類法を策定する作業が定期的に行われている。その成果を病理アトラスとして刊行し普及のために有償で各国に提供している。このアトラスは伝統的に青い装丁の本であったためブルーブックとも呼ばれる。各腫瘍ごとに病理学的分類を標準化し、ICD-Oに基づくコード番号を定めることで腫瘍性疾患の発生状況や国際的な臨床研究の比較が容易になった。国際的医学雑誌へ投稿を行う場合、最新のWHO分類に依拠することが推奨される。

## その他の腫瘍の分類
- 米国の病理研究施設である米軍病理学研究所 Armed Forces Institute of Pathology (AFIP)は、独自の病理組織分類に基づいたアトラスを刊行している。腫瘍病理アトラスシリーズと非腫瘍病理アトラスがある。前者の歴史は古く、第二次世界大戦直後にさかのぼる。画像の多くがAFIPから提供されAFIPで印刷が行われたためAFIP Fasciclesと呼ばれた。内容の質の高さと低価格のため腫瘍病理学において最も権威のあるアトラスとして知られる。現在、Steven G. Silverberg博士が編集長となり第４シリーズが刊行されている。

- 国際対がん連合(UICC)によって定められたTNM分類。

- 日本では臓器別腫瘍ごとに「癌取扱い規約」が定められ刊行されている。基本的には各学会が臨床医（がん専門医）、放射線診断医、病理医を招集し、臨床病期の策定、切除材料の標準的な検索法や所見の記載法、病理組織学的分類基準、治療効果の判定法などを各臓器癌ごとに規約化している。不定期ではあるが改訂が行われている。病理組織学的分類についてはWHO分類やAFIPの提唱する分類などの動向に沿って分類が見直されているが、日本独自のきめ細かい分類基準や記載法が設けられている。内容が煩雑であるとか国際的には通用しないという批判はあるが、各臓器ごとの腫瘍性病変の標準的な記載法、病理学的検索法、組織分類の統一を意図した規約であり、世界的にも類例のない企画である。外科的切除された腫瘍の病理診断に際しては、病理医の多くが癌取扱い規約に沿った診断報告書を作成している。

## 出版済みのWHO分類
- Pathology and Genetics of Tumours of the Central Nervous System 4th Edition ISBN 9789283224303 (2007)

臓器：中枢神経、末梢神経
- Pathology and Genetics of Tumours of the Digestive System 4th Edition ISBN 9789283224327 (2010)

臓器：消化管（食道～直腸肛門）、肝・胆・膵
- Pathology and Genetics of Tumours of Haemtopoietic and Lymphoid tissues 4th Edition ISBN 9789283224310 (2008)

臓器：造血器、リンパ網内系
- Pathology and Genetics of Tumours of Soft Tissues and Bone ISBN 9283224132 (2002)

臓器：骨・軟部組織
- Pathology and Genetics of Tumours of the Breast and Female Genital Organs ISBN 9283224116 (2003)

臓器：乳腺、子宮、卵巣、卵管、胎盤
- Pathology and Genetics of Tumours of the Urinary System and Male Genital Organs ISBN 9283224159 (2004)

臓器：腎臓、下部尿路（尿管、膀胱、尿道）、前立腺、睾丸
- Pathology and Genetics of Tumours of the Lung, Pleura, Thymus and Heart ISBN 9283224183 (2004)

臓器：肺、胸腺、胸膜
- Pathology and Genetics of Tumours of Endocrine Organs ISBN 9283224167(2004)

臓器：下垂体、甲状腺、副甲状腺、副腎
- Pathology and Genetics of Head and Neck Tumours ISBN 9283224175 (2005)

臓器：頭頸部臓器全般
- Pathology and Genetics of Skin tumours ISBN 9283224140 (2005)

臓器：皮膚